# Bundesstraße 507
Pour les articles homonymes, voir Route 507.
La Bundesstraße 507 est une Bundesstraße du Land de Rhénanie-du-Nord-Westphalie.

## Histoire
La B 507 est créée au milieu des années 1970.
Elle est connue pour ses accidents (de moto) réguliers et est l'une des routes les plus dangereuses de l'arrondissement de Rhin-Sieg.
Lors d'inondations, des parties de la B 507 furent emportées et durent être reconstruites.

## Source
- (de) Cet article est partiellement ou en totalité issu de l’article de Wikipédia en allemand intitulé « Bundesstraße 507 » (voir la liste des auteurs).

1. ↑  (de) Marius Fuhrmann, « Neunkirchen-Seelscheid: Motorradfahrer bei Unfall auf Bundesstraße 507 schwer verletzt », sur Rhein-Sieg Rundschau, 2022 (consulté le 10 août 2022)